# Taranaki
Taranaki – region w zachodniej części Wyspy Północnej w Nowej Zelandii.
Znajduje się tam góra Egmont (nazywana górą Taranaki), będąca punktem charakterystycznym regionu.
W 2013 region liczył 109 608 mieszkańców; w 2006 było ich 104 127, zaś w 2001 – 102 858. Region dzieli się na następujące dystrykty:
- New Plymouth
- Stratford
- South Taranaki